# Qiegao
Le qiegao (chinois simplifié : 切糕 ; pinyin : qiēgāo, litt. « gateau coupé ») est un gâteau traditionnel chinois à base de riz gluant, souvent agrémenté de jujube, noix ou pâte de haricot rouge. Spécialité de la minorité ouïghoure du Xinjiang, ce gâteau cuit en bloc est présenté à la vente sous forme de larges tranches, d'où son nom.